# Javi Ros
Javier 'Javi' Ros Añón (Pamplona, 16 februari 1990) is een Spaans voetballer die bij voorkeur als centrale middenvelder speelt. 

## Clubcarrière
Javi Ros werd geboren in Pamplona en komt uit de jeugdacademie van Real Sociedad. In 2008 debuteerde hij voor Real Sociedad B in de Segunda División B. Op 23 mei 2009 debuteerde hij voor de hoofdmacht in de Segunda División A. Hij mocht invallen voor Markel Bergara, die ook uit de jeugdopleiding komt van de Baskische club. Hij mocht ook meedoen in de laatste vier wedstrijden van het seizoen, aangezien Real Sociedad niet meer in de running was voor promotie naar de Primera División. Hij kreeg een contractverlenging tot 2014. Op 23 januari 2010 werd hij zes maanden uitgeleend aan SD Eibar, een ploeg uit de Segunda División B. De ploeg behaalde de tweede plaats, maar kon de promotie niet afdwingen tijdens de play off.  In 2010 promoveerde de Baskische club naar de Primera División, maar Ros zou nog twee seizoenen bij het tweede elftal blijven vooraleer hij zijn debuut in de Primera Divisón zou maken. Op 19 augustus 2012 debuteerde hij in de Primera División tegen FC Barcelona. Hij speelde mee in 7 competitieduels dat seizoen, goed voor een totaal van 161 speelminuten. Op 16 januari 2014 scoorde hij voor Real Sociedad in de Copa del Rey tegen Villarreal CF.
Op 19 juli 2014 tekende hij voor twee seizoenen bij RCD Mallorca, een ploeg uit de Segunda División A.  De ploeg zou twee moeilijke seizoenen kennen met een zestiende en zeventiende plaats in de eindrangschikking.
Tijdens het tweede seizoen zou hij op 28 januari 2016 overstappen naar reeksgenoot Real Zaragoza.
1 Álvarez  ·
2 Zedadka ·
3 Amador ·
5 Grau ·
6 Francés ·
7 Valera ·
8 Aguado ·
9 Azón ·
10 Guti ·
11 Mesa ·
12 Bakış ·
13 Poussin ·
14 Serrano ·
15 Mouriño ·
17 Nieto ·
18 Gámez ·
19 Vallejo ·
20 Mollejo ·
21 Moya ·
22 Lecoeuche ·
23 Enrich ·
24 López ·
25 Badia ·
35 Rebollo ·
Coach: Velázquez